# Javairô Dilrosun
Javairô Joreno Faustino Dilrosun (* 22. Juni 1998 in Amsterdam, Niederlande) ist ein niederländischer Fußballspieler, der seit Februar 2024 beim Club América unter Vertrag steht.

## Karriere

### Verein

#### Jugend
Dilrosun durchlief die Jugend von Ajax Amsterdam und Manchester City.

#### Hertha BSC
Zur Saison 2018/19 wechselte Dilrosun in die Bundesliga zu Hertha BSC. Am 2. September 2018 debütierte er in der Bundesliga, als er in der Anfangsphase für den verletzten Karim Rekik eingewechselt wurde. Beim 2:0-Auswärtssieg gegen den FC Schalke 04 bereitete er das 1:0 von Ondrej Duda vor. Am 15. September stand er zum ersten Mal in der Startelf und erzielte sein erstes Bundesligator. Beim 2:2 in Wolfsburg traf er in der 61. Minute zur 1:0-Führung.

#### Girondins Bordeaux
Am 31. August 2021, dem letzten Tag der Sommer-Transferperiode, wechselte Dilrosun auf Leihbasis zu Girondins Bordeaux in die französische Ligue 1. Dort absolvierte er am 12. September 2021 sein erstes Pflichtspiel gegen RC Lens. Seinen ersten Treffer erzielte Dilrosun am 19. Dezember 2021 im Coupe de France gegen AS Jumeaux Mzouazia. Bei seinen 32 Ligaspielen stand er 19-mal in der Startelf und erzielte 2 Tore. Am Ende der Saison stieg er mit Bordeaux in die Ligue 2 ab. Die im Leihvertrag enthaltene Kaufoption wurde nicht gezogen.

#### Feyenoord Rotterdam
Zur Sommervorbereitung 2022 kehrte Dilrosun zunächst zu Hertha BSC zurück. Er wechselte jedoch noch vor dem Beginn der Saison 2022/23 in die Eredivisie zu Feyenoord Rotterdam. Dort unterschrieb er einen Vertrag bis zum 30. Juni 2026. Bei seinen 31 Spielen stand er 23-mal in der Startelf und erzielte 5 Tore und wurde am Ende der Saison mit Feyenoord Meister 2023.

#### Club América
Anfang Februar 2024 wechselte er nach Mexiko zum Club América.

### Nationalmannschaft
Dilrosun absolvierte mindestens eine Partie für die niederländische U15-Nationalmannschaft sowie zehn für die U16. Mit der niederländischen U17 nahm Dilrosun an der U17-Europameisterschaft 2015 in Bulgarien teil und kam in allen drei Partien seiner Mannschaft zum Einsatz, konnte allerdings das Ausscheiden nach der Gruppenphase nicht verhindern. Für die U17 kam Dilrosun in 14 Partien zum Einsatz. In der Folgezeit absolvierte Dilrosun mindestens eine Partie für die U18 sowie 15 für die niederländische U19-Nationalmannschaft, mit der er an der U19-Europameisterschaft 2017 in Georgien teilnahm und dort das Halbfinale erreichte. Nach einer Partie für die niederländische U20 debütierte Dilrosun am 25. Mai 2018 beim 4:1-Sieg im Testspiel in Santa Cruz de la Sierra gegen Bolivien für die niederländische U21-Nationalmannschaft.
Im November 2018 wurde Dilrosun von Bondscoach Ronald Koeman erstmals in die niederländische A-Nationalmannschaft eingeladen, als er für die Gruppenspiele der UEFA Nations League gegen Frankreich und Deutschland nominiert wurde. Beim 2:2 am 19. November 2018 gegen Deutschland wurde er kurz vor der Halbzeitpause eingewechselt, nach zwanzig Minuten musste er verletzungsbedingt wieder ausgewechselt werden.

## Privates
Dilrosun ist der Cousin von Sheraldo Becker, der in der Bundesliga beim Stadtrivalen Union Berlin aktiv war. Am 2. November 2019 trafen sie mit ihren Mannschaften erstmals aufeinander, es wurde jedoch nur Dilrosun eingesetzt.
Am 23. Mai 2021 ist seine Tochter zur Welt gekommen.

## Erfolge
- Niederländischer Meister: 2023